# Émile Travers
Pour les articles homonymes, voir Travers.
Émile Travers, né le  9 juillet 1840 à Caen où il est mort le 28 novembre 1913, est un archéologue français.

## Biographie
Élevé par un père qui lui inculqua le goût des fortes études littéraires, dans la tradition tracée par Léopold Delisle, Arcisse de Caumont, Jules Lair, Eugène de Beaurepaire et l’abbé Cochet, Charles Émile Travers a obtenu le diplôme d’archiviste paléographe à l’École des chartes, en 1866, avec une thèse sur l’État des personnes chez les Anglo-Saxons avant la bataille d’Hastings.
Implanté, à la suite de son mariage, en Franche-Comté, il y a débuté comme archiviste du Doubs, avant de remplir les fonctions de conseiller de préfecture du Calvados jusqu’en 1875. Lisant beaucoup en prenant des notes, il rédigeait avec soin des comptes-rendus de livres et d’excursions, des rapports, des notices nécrologiques. La bibliographie de ses œuvres couvre les sujets les plus variés : l’Inventaire des archives communales de Béthune, des études sur Nicolas de Grouchy et sur les premiers imprimeurs de Saint-Lô, une édition du ban et de l’arrière-ban du bailliage de Caen en 1552. Il s’est efforcé d’éclaircir les origines de la tapisserie de Bayeux.
Devenu membre de la Société française d’archéologie, en 1867, il avait été nommé membre du Comité permanent en 1884, trésorier en 1892, directeur-adjoint en 1900, assistant à tous ses congrès pendant 43 ans. Quand l’état de sa santé lui fit prendre le parti de résigner ses fonctions, le 21 avril 1912, le Conseil lui décerna par acclamation le titre de directeur honoraire.
Il avait été témoin de la croisade de la Société pour la conservation des monuments de Caumont contre le vandalisme et, quand son condisciple d’Arthur de Marsy de l’École des chartes, remplaça Léon Palustre, en 1884, il lui offrit son concours. Il a été président de l’Académie de Caen, secrétaire de la Société des Antiquaires de Normandie, membre de la Société française d'archéologie, de la Société des Antiquaires de France et de la Société de l’École des chartes, de la Société des beaux-arts de Caen, de l’Association normande.

## Publications
- « Une promenade dans Paris en 1650 avec un poète burlesque », lecture faite à la Société des beaux-arts de Caen, Caen, F. Le Blanc-Hardel, 1857, 34 p. lire en ligne sur Gallica
- « Deux Pèlerinages en Terre Sainte au XVe siècle (Les princes d’Orange, Louis et Guillaume de Châlon) », extrait de la Revue nobiliaire, 1869, Paris, J.-B. Dumoulin, 1869, in-8o, 7 p.
- « Essai historique sur l’élection des papes », extrait des Mémoires de l’Académie des sciences, arts et belles-lettres de Caen, 1875, Paris, H. Champion ; Caen, F. Le Blanc-Hardel, 1875, in-16, 64 p.
- Département du Pas-de-Calais. Ville de Béthune. Inventaire sommaire des archives communales antérieures à 1790, Collection des inventaires sommaires des archives communales antérieures à 1790, Béthune, 1878, 9 parties en 1 vol. in-fol.
- Étude sur Nicolas de Grouchy (Nicolaus Gruchiiro Rothomagensis), et son fils Timothée de Grouchy, sieur de La Rivière, Paris, H. Champion ; Caen, F. Le Blanc-Hardel, 1878, in-16, t. vii-230 p., fig.
- L’Association royale des architectes civils et des archéologues portugais, Caen, F. Le Blanc-Hardel, 1880, in-8o, 8 p.
- « Le Carillon de Béthune au XVIe siècle, d’après des documents inédits », extrait de la Réunion des sociétés savantes et des sociétés des beaux-arts des départements à la Sorbonne, 16-19 avril 1879, Paris, E. Plon, 1880, in-8o, 8 p.
- « Les Normands, la chicane et la potence d’après les dictons populaires », extrait du Bulletin de la Société des antiquaires de Normandie,  t. xi, 1883, Caen, F. Le Blanc-Hardel, 1882, in-8o, 34 p.
- Les Instruments de musique au XIVe siècle, d’après Guillaume de Machaut, Paris, E. Plon, 1882, in-8o, 41 p.
- « Excursion de la Société française d’archéologie à l’île de Jersey », extrait du Bulletin monumental, 1883-1884, Tours, P. Bousrez, 1884, in-8o, 120 p.
- « Choses d’Espagne, Celui qui tua les commandeurs, chronique mise en rimes », extrait des Mémoires de l’Académie nationale des sciences, arts et belles-lettres de Caen, 1884, Caen, F. Le Blanc-Hardel, 1884, in-8o, 14 p.
- « À la Bretagne », sonnet lu au congrès archéologique de Nantes, le 5 juillet 1886, Caen, H. Delesques, (s.d.), in-8o, 2 p., figure.
- À travers le vieux Caen, Caen, H. Delesques, 1890, 15 p. lire en ligne sur Gallica
- « L’Enseignement de l’archéologie préhistorique en Portugal en 1890 », extrait du Bulletin monumental, t. lvi, 1890, Caen, H. Delesques,
- « L’Exposition rétrospective forézienne », extrait du Bulletin monumental, t. lvi, 1890, Paris, A. Picard ; Caen, H. Delesques, 1890, in-8o, 16 p.
- « Notes sur la sigillographie du Sud-Ouest de la France », extrait du Compte rendu du lve congrès archéologique de France, 1888, Dax-Bayonne, Caen, H. Delesques, 1890, in-8o, 17 p.
- Isabelle la Catholique, drame historique en trois parties et six journées, analyse et extraits, précédé de : Gonzalve de Cordoue et Christophe Colomb d’après un drame espagnol, Caen, E. Valin, 1891, t. ix-41 p.
- Gonzalve de Cordoue et Christophe Colomb, d’après un drame espagnol, Quatrième centenaire de la découverte du Nouveau Monde. Comité départemental du Calvados, Caen, E. Valin, 1891, in-16, t. ix-41 p.
- « Alexandre de Bernay », poème, extrait des Mémoires de l’Académie nationale des sciences, arts et belles-lettres de Caen, 1891, Caen, H. Delesques, 1892, in-8o, 10 p.
- « Alonso Sanchez de Huelva et la tradition qui lui attribue la découverte du Nouveau Monde », extrait des Mémoires de l’Académie nationale des sciences, arts et belles-lettres de Caen, 1892, Caen, H. Delesques ; Paris, A. Picard, 1892, in-8o, 46 p.
- « Notes sur quelques temples de Basse-Normandie », extrait du Compte rendu du lviiie congrès archéologique de France, tenu à Besançon, 1891, Caen, H. Delesques, 1893, 1 vol., 24 p.
- Mélanges, 1893-1894 La Ballade des chats, Compiègne, 1894, in-16.
- Catalogue de livres composant la bibliothèque de feu M. Le Cavelier, Paris, 1894, in-8o.
- « Le Congrès d’archéologie et d’anthropologie préhistoriques de Seraïevo (Bosnie), août 1894, d’après M. Robert Munro », extrait du Bulletin monumental, t. lix, 1894, Caen, H. Delesques, 1895, in-8o, 12 p.
- « Les Premiers Imprimeurs de Saint-Lô », extrait de l’Annuaire de la Manche, 1895, Saint-Lô, F. Le Tual, 1895, in-8o, 20 p.
- « Le Caen illustré de M. Eugène de Beaurepaire », extrait du Bulletin monumental, t. lxi, 1896, Caen, H. Delesques, 1896, 46 p. lire en ligne sur Gallica
- Philippe Le Cat, poème, Caen, H. Delesques, 1896, in-8o, 22 p.
- « Cinquantenaire de la Société archéologique et historique du Limousin, 1845-1895 », extrait du Bulletin monumental", 6e série, t. x, 1895, in-8o, 46 p., fig., pl., Caen, H. Delesques , 1896.
- Les Femmes dans l’ordre de la Jarretière, Vannes, Lafolye, 1898, 12 p.
- « L’Histoire chronologique des évêques d’Avranches de Julien Nicole », extrait de la Revue catholique de Normandie, t. viii, 1898-1899, Évreux, Impr. de l’Eure, 1899, 16 p. lire en ligne sur Gallica
- « Épitaphes d’hôteliers et enseignes d’auberges à Étampes », extrait du Bulletin monumental, t. lxiii, 1898, Caen, H. Delesques, 1899, in-8o, 34 p.
- « Inauguration du buste de M. Léon Duchesne de La Sicotière, à Alençon, le 21 août 1900 », extrait du Bulletin de la Société des antiquaires de Normandie, t. xxi, Caen, H. Delesques, 1901, in-8o, 16 p.
- « Notice biographique et littéraire sur Eugène de Robillard de Beaurepaire », extrait des Mémoires de l’Académie nationale des sciences, arts et belles-lettres de Caen, 1900-1902, Caen, H. Delesques, 1902, in-8o, 106 p., portrait.
- « Notice biographique et littéraire sur Armand Gasté », extrait des Mémoires de l’Académie nationale des sciences, arts et belles-lettres de Caen, 1903, Caen, H. Delesques, 1904, in-8o, 57 p.
- « Allocution prononcée à la distribution des prix des écoles des beaux-arts de la ville de Caen, le 5 février 1906, Caen, H. Delesques, 1906, in-8o, 16 p.
- « Jules Lair note nécrologique », extrait de l’Annuaire des cinq départements de la Normandie, publié par l’Association normande, 75e année, 1908, Caen, Henri Delesques, 1908, 21 p.
- « Léopold Delisle (1826-1910). Discours prononcés à ses obsèques », extrait de la Bibliothèque de l’École des chartes, t. lxxi, 1910, Nogent-le-Rotrou, Daupeley-Gouverneur, 1910, in-8o, 14 p.
- « Un épisode de la vente des biens nationaux : l’évêché de Caen pendant la Révolution », extrait du Bulletin de la Société des antiquaires de Normandie, t. xxix, Caen, H. Delesques, 1913, in-8o, 20 p.